# 华塑股份
安徽华塑股份有限公司（上交所：600935，简称：华塑股份；新三板除牌前：872452，简称：华塑股份），是中国上海证券交易所的一家上市公司，主要从事以PVC和烧碱为核心的氯碱化工产品生产与销售。控股股东为淮北矿业（集团）有限责任公司，实际控制人为安徽省人民政府国有资产监督管理委员会。
公司成立于2009年3月，由淮矿集团、马钢集团、皖投集团、东兴盐化共同发起设立。2017年12月，在全国股转系统挂牌转让，证券简称为“华塑股份”，证券代码为872452。2019年2月，终止在全国股转系统挂牌。2021年11月26日，在上海证券交易所主板上市，证券代码600935。
2022年，公司实现营业收入67.36亿元，同比下降0.04%；实现净利润4.22亿元，同比下降46.26%。